# OPS-14

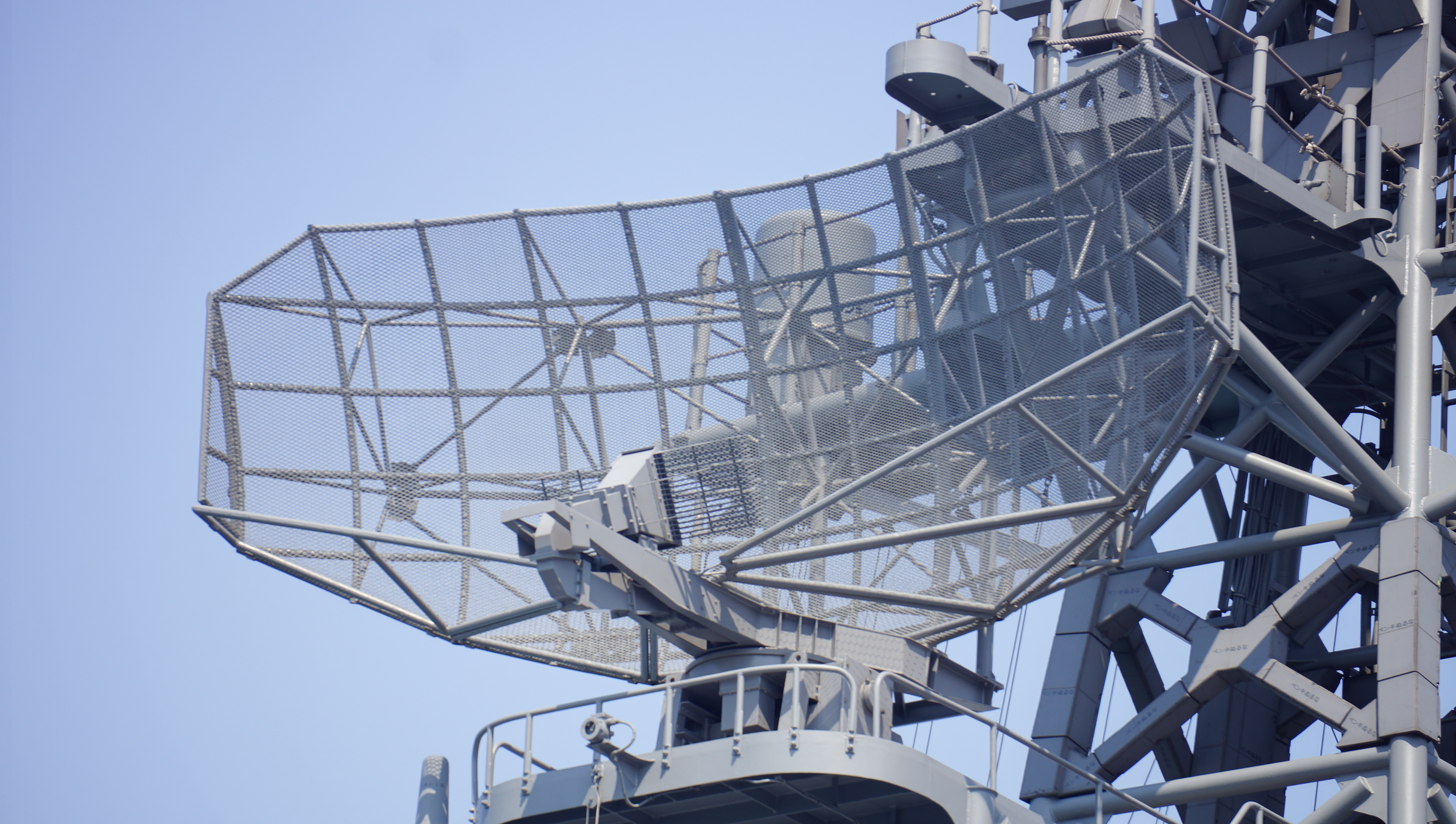
OPS-14 레이다의 모습이다.

OPS-14는 일본의 해상 레이더이다. 2차원 대공 레이더로, L밴드 주파수를 사용함으로써 최대 탐지거리 200km(110nmi) 이상을 탐지 가능하고 처리 목표수는 50~60개 정도로 볼 수 있다.

## 제원
- 종별: 2차원 레이다
- 취역 년도: 1971년
- 주파수: L밴드
- 빔 폭: 수평5도 수직30도
- 전력: 최대 400 kW
- 탐지거리: 200km (110nmi)[2]

## 같이 보기
- FCS-3
- FCS-2
- OPS-24